# Mcmurdodontidae
Famille
Les Mcmurdodontidae forment une famille fossile de requins de l’ordre également éteint des Xenacanthiformes. 

## Présentation
Elle a vécu de l’Emsien à l’Eifélien, il y a 407 à 397,5 millions d’années.

## Liste des genres
Selon Paleobiology Database (28 décembre 2019) :
- genre Mcmurdodus White, 1968 †